# Venustus analogus
Venustus analogus là một loài bọ cánh cứng trong họ Cerambycidae.